# 駱駝 (亞利桑那州)
駱駝（英語：Camel）是位於美國亞利桑那州馬里科帕縣的一個非建制地區。該地的面積和人口皆未知。

## 地理
駱駝的座標為33°03′00″N 113°16′38″W / 33.05000°N 113.27722°W，而該地的平均海拔高度為168米（即551英尺）。